# Togou
Togou è un comune rurale del Mali facente parte del circondario di Ségou, nella regione omonima.
Il comune è composto da 10 nuclei abitati:
- Goinkoungo
- Kama-Sokala
- Kama-Wèrè
- Kani
- Nablabougou
- Pendia-Sokala
- Pogo
- Tésséribougou
- Togou
- Zanabougou